# Daya (sångare)
Grace Martine Tandon, professionellt känd som Daya, född 24 oktober 1998 i Pittsburgh, Pennsylvania, är en amerikansk sångerska och låtskrivare. Hon har skivkontrakt med Artbeatz, Z Entertainment och RED Distribution.
Den 4 september 2015 släppte Daya sin debut-EP Daya som bland annat innehåller låten "Hide Away" som hamnade på plats 23 på Billboard Hot 100. Året efter, den 7 oktober, släppte hon sitt debutalbum Sit Still, Look Pretty (samma namn som en av låtarna på albumet). I februari samma år medverkade hon även på The Chainsmokers låt "Don't Let Me Down" som hamnade på tredjeplatsen på Billboard Hot 100.